# Municipio de Lewis (condado de Union)
El municipio de Lewis (en inglés: Lewis Township) es un municipio ubicado en el condado de Union en el estado estadounidense de Pensilvania. En el año 2000 tenía una población de 1.405 habitantes y una densidad poblacional de 14 personas por km².

## Geografía
El municipio de Lewis se encuentra ubicado en las coordenadas 40°57′30″N 77°07′59″O / 40.95833, -77.13306.

## Demografía
Según la Oficina del Censo en 2000 los ingresos medios por hogar en la localidad eran de $37,031 y los ingresos medios por familia eran $41,250. Los hombres tenían unos ingresos medios de $28,611 frente a los $22,941 para las mujeres. La renta per cápita para la localidad era de $13,385. Alrededor del 8,9% de la población estaban por debajo del umbral de pobreza.